# How to Irritate People
How to Irritate People (deutsch auch John Cleese – Wie man Leute ärgert) ist eine 1968 von John Cleese und Graham Chapman geschriebene und David Frost produzierte Mockumentary.
Zu den Darstellern gehören John Cleese, Michael Palin und Graham Chapman, die ab 1969 gemeinsam an Monty Python’s Flying Circus arbeiteten, sowie Tim Brooke-Taylor und Connie Booth, die später als „Polly“ in der Serie Fawlty Towers bekannt wurde.
Cleese spielt einen Fernsehmoderator (der zu Beginn vom „Studiopublikum“ mit Buhrufen und Zischen empfangen wird), der mit Hilfe von 14 eingespielten Sketchen genau das erklärt, was der Titel verspricht, nämlich wie man anderen Leuten auf die Nerven geht.
Einige der Sketche tauchten in veränderter Form im Flying Circus wieder auf (Bewerbungsgespräch, gelangweilte Piloten, die Figur der „Pepperpots“) oder wurden in deutschen Sketchsendungen nachgespielt (z. B. von Rudi Carrell). Die Idee, mitten im Satz einen Tonausfall zu simulieren, findet sich später bei Helge Schneider wieder.
Der „Autoverkäufer“-Sketch, in dem Palin sich weigert, die Reklamationen des Käufers Chapman anzuerkennen, gilt als Vorläufer des vielleicht bekanntesten Python-Sketches Der Papagei ist tot.
Da dieser Film auch mit der Absicht produziert wurde, britischen Humor im US-amerikanischen Markt einzuführen, wurde er im NTSC-Farbformat produziert, weswegen die Bildqualität schlechter als bei anderen Werken ist.
How to Irritate People wurde erst Jahrzehnte später mehrfach als Video und als DVD veröffentlicht. Auf dem Video-Titelbild sieht man ein Porträt von Cleese mit einer irritierend abstehenden Locke, die DVDs hatten zum Teil Front- und Backcover vertauscht und eine absichtlich falsche Navigation.